# 김지현 (가수)
김지현(1972년 8월 16일 ~ )은 대한민국의 가수이자 영화배우로, 룰라에서 메인보컬을 맡았다.

## 가수 활동
- 1994년 룰라 1집
- 1995년 룰라 2집
- 1995년 룰라 3집
- 1996년 룰라 4집
- 1997년 룰라 5집
- 1999년 룰라 6집
- 2000년 룰라 7집
- 2001년 룰라 8집
- 2009년 룰라 9집
- 1997년 김지현 솔로 1집
- 2003년 김지현 솔로 2집
- 2014년 언니들 1집

## 연기 활동
영화
- 2007년 《파이브걸즈 시즌1》
- 2001년 《썸머타임》

드라마
- 1994년 《두 형사》 (SBS)

예능
- 1996년/2019년 《TV는 사랑을 싣고》 (KBS1)

## 광고 내역
- 1994년 오뚜기 참깨라면
- 1994년 해태제과 끄레뻬
- 1995년 해태제과 다이어트700
- 1995년 삼성전자 미니미니
- 1996년 해태제과 오예스

## 수상
- 1995년 대한민국영상음반대상 본상 (골든디스크부문)

## 가족 관계
- 배우자 : 홍성덕 (1970년 ~ )